# اچ‌ام‌آی‌اس گوداوری (یو۵۳)
اچ‌ام‌آی‌اس گوداوری (یو۵۳) (به انگلیسی: HMIS Godaveri (U53)) یک کشتی بود که طول آن ۲۹۹ فوت ۶ اینچ (۹۱٫۲۹ متر) بود. این کشتی در سال ۱۹۴۳ ساخته شد.